# Abbeyfeale
Abbeyfeale (irl. Mainistir na Féile) – miasto w Irlandii, w hrabstwie Limerick. Znajduje się w południowo-zachodniej części kraju, w prowincji Munster.
W mieście urodził się polityk – Gerry Collins.